# COVID-19-Pandemie in Uruguay
Die COVID-19-Pandemie in Uruguay tritt als regionales Teilgeschehen des weltweiten Ausbruchs der Atemwegserkrankung COVID-19 auf und beruht auf Infektionen mit dem Ende 2019 neu aufgetretenen Virus SARS-CoV-2 aus der Familie der Coronaviren. Die COVID-19-Pandemie breitet sich seit Dezember 2019 von China ausgehend aus. Ab dem 11. März 2020 stufte die Weltgesundheitsorganisation (WHO) das Ausbruchsgeschehen des neuartigen Coronavirus als Pandemie ein.

## Verlauf
Am 13. März 2020 wurde der erste COVID-19-Fall in Uruguay vom nationalen Gesundheitsministerium bestätigt. In den WHO-Situationsberichten tauchten erstmals am 16. März 2020 vier Fälle aus Uruguay auf.
Bis zum 9. April 2020 wurden aus dem südamerikanischen Land 473 bestätigte Infektionen und 7 Todesfälle gemeldet. Zuvor hatte die Regierung Ausgangsbeschränkungen verhängt und Wahlen verschoben. Der oberste Gerichtshof erklärte, dass mit Ausnahme der dringendsten Fälle Gerichtsverhandlungen vorläufig ruhen würden. Am 8. April wurde verkündet, dass ab 22. April in 973 Schulen des Landes der Unterricht wiederaufgenommen werden solle.
Bis zum 22. April 2020 wurden von der WHO 535 COVID-19-Fälle und 10 Todesfälle aus Uruguay bestätigt.
Das uruguayische Modell „mit Freiheit und Verantwortung“ gilt als Beispiel für die Verwaltung der Corona-Krise.

## Statistik
Die Fallzahlen entwickelten sich während der COVID-19-Pandemie in Uruguay wie folgt:

### Infektionen

Bestätigte Infizierte in Uruguay nach Daten der WHO. Oben kumuliert, unten Tageswerte

### Todesfälle

Bestätigte Todesfälle in Uruguay nach Daten der WHO. Oben kumuliert, unten Tageswerte